# صرخة الأم (نصب تذكاري)
صرخة الأم هو اسم النصب التذكاري لضحايا مجزرة خوجالي في العاصمة الأذربيجانية باكو. أقيم النصب قرب محطة مترو شاه إسماعيل خطائي بمنطقة خطائي في مدينة باكو، تخليدا لذكرى ضحايا المجزرة التي ارتكبتها وحدات من الجيش الأرميني في خوجالي يومي 25 و26 فبراير/شباط 1992 م. النصب من تصميم كل من أصلان ومحمود وتيمور رستموف. وفي ذكرى المأساة من كل عام، يقوم رئيس جمهورية أذربيجان وآلاف من سكان باكو بزيارة النصب التذكاري.

## فهرس
- 1. تاريخ النصب التذكاري
- 2. وصف النصب التذكاري
- 2.1 الحكاية الأولى
- 2.2 الحكاية الثانية
- 3.المراجع
- 4. لمزيد من المعلومات أنظر أيضا

## تاريخه
- لمزيد من المعلومات أنظر أيضا: مجزرة خوجالي
- النصب التذكاري: صرخة الأمّ
- معلومات موجزة عن النصب التذكاري
- نحات: أصلان رستموف
- محمود رستموف
- تيمور رستموف
- بلد: أذربيجان
- مدينة: باكو
- تاريخ: 6 فبراير/شباط عام 2008
- معلومات أخرى
- مواده: برونز
- مكان الحفظ: باكو، أذربيجان
- وضعه: جيد جدا

النصب التذكاري: حكاية «صرخة الأمّ»
المصمم: ألجين مختاروف
في أعقاب مأساة خوجالي، أقيم عام 1993 نصب تذكاري يضم تمثالا لأمّ شابة، وهي ترفع جثمان طفلها فوق رأسها، في مشهد مؤثر. شيد النصب الذي صممه ألجين مختاروف على نفقة المحبين للوطن.
وفي عام 2008، اتخذت السلطة التنفيذية لمنطقة خطائي قرارا باستبدال النصب بآخر أكبر منه وفي نفس الموقع، وأوكلت مهمة التصميم إلى أفراد عائلة رستموف، أصلان ومحمود وتيمور.
يقول تيمور رستموف «كان من الضروري أن نجمع جميع المآسي والهمجية التي شهدتها خوجالي، في لوحة واحدة، ومشهد المرأة التي تحمل بين يديها طفلها القتيل كان كفيلا بذلك».
ويقول محمود رستموف «عندما طلبت السلطة التنفيذية في منطقة خطائي منا إعداد تصميم للتمثال، أدركنا أن مسؤولية صعبة قد ألقيت على عاتقنا. وعلى الفور بدأت ووالدي أصلان وأخي تيمور بإعداد عدة تصاميم، وبعد مناقشات مطولة وقع الخيار على أحدها، وباشرنا بالعمل. لم تكن المهمة سهلة، فالصور التي تحكي مأساة خوجالي كانت تمزق قلوبنا. كان يوما صعبا شديد الوطأة عظيم الألم».
أزيح الستار عن النصب التذكاري الجديد في 26 فبراير/شباط 2008، ومن حيث المضمون لم يختلف كثيرا عن سابقه، فالأم كانت ترفع طفلها القتيل فوق رأسها في التمثال القديم، أما في النصب الجديد فالأم تحمل فلذة كبدها بين ذراعيها.
لم يكن هناك تغيير كبير في محتوى النصب التذكاري. في كلا التمثالين توصف الأم التي تمسك طفلها فوق يدها. في التمثال الأول تمسك الأم طفلها فوق رأسها، وفي الثاني فوق ذراعيها.

## وصف النصب التذكاري
- التمثال الأول

في النصب التذكاري «صرخة الأم» التي أقيم عام 1993، ترفع الأمّ رضيعها المقتول من قبل المغتصبين الأرمن فوق رأسها. في مشهد يصور الاستغاثة وصرخة الألم وتجريم الجاني في آن. كما أنها وبالنيابة عن نساء خوجالي تستصرخ ضمير العالم وتحمله المسؤولية.
كما يصور التمثال من خلال شكل حركة الأم، محاولات نساء خوجالي للنجاة بأرواحهن. أما ثوبها فيصف المشقات التي قاسينها في تلك الليلة الباردة خلال عبورهن بين الغابات والأنهار. ويلاحظ أن المرأة حافية القدمين.
- التمثال الثاني

صنع النصب التذكاري من البرونز والجرانيت الأسود. ويبلغ ارتفاعه 8.6 مترا، فيما يبلغ ارتفاع التمثال 3.2 مترا. وهو يصور أمّا مكلومة اضطرت للفرار من بيتها ليلا وهي تحمل بين ذراعيها رضيعها القتيل وقد ضمته إلى صدرها. وخلال تشييد النصب تمت الاستفادة من صور للمجزرة التقطها المصور الصحفي الأذربيجاني جنكيز مصطفاييف.
على جانبين من قاعدة النصب هناك لوحة منقوشة من البرونز تصف ضحايا المجزرة من النساء والأطفال والشيوخ، فضلا عن الصحفي جنكيز مصطفاييف وهو يصور طفلا مقتولا. وفي أسفل القاعدة توجد لوحة توضح أرقاما وحقائق عن المجزرة، إضافة إلى أسماء الضحايا.